# Alberico Albricci
Alberico Giuseppe Albricci (Gallarate, 6. prosinca 1864. – Rim, 2. travnja 1936.) je bio talijanski general i vojni zapovjednik. Tijekom Prvog svjetskog rata obnašao je dužnost načelnika stožera 1. armije, te je zapovijedao 5. divizijom i II. korpusom na Talijanskom i Zapadnom bojištu. Nakon rata obnašao je dužnost ministra rata u Vladi Francesca Nittija.

## Vojna karijera
Alberico Albricci je rođen 6. prosinca 1864. u Gallarateu. Sin je Antonia Albriccija i Lavinie Albricci rođ. Birago. Bio je u braku s Vittoriom Doix. Vojno školovanje započine pohađajući Vojnu školu u Milanu, te potom Vojnu akademiju u Modeni. Sudjeluje u ratu u Eritreji, nakon čega je u veljači 1888. promaknut u čin poručnika. U čin satnika unaprijeđen je u kolovozu 1897., dok čin bojnika dostiže u ožujku 1907. godine. Godine 1908. zapovijeda bojnom, te sudjeluje u otklanjanju posljedica razornog potresa koji je te godine pogodio Siciliju i Kalabriju. Od 1910. obnaša dužnost vojnog atašea u talijanskom veleposlanstvu u Beču koju dužnost obnaša idućih pet godina. Istodobno, te iste 1910. godine, imenovan je počasnim pobočnikom kralja Viktora Emanuela III. koji mu u prosincu 1913. dodjeljuje titulu grofa.

## Prvi svjetski rat
U trenutku ulaska Italije u rat na strani Antante Albricci obnaša dužnost stožernog časnika u operativnom odjelu Glavnog stožera. Odmah na početku neprijateljstava u srpnju 1915. unaprijeđen je u čin pukovnika. Tijekom 1915. zapovijeda Brigadom Basilicate, da bi u ožujku 1916. bio imenovan načelnikom stožera 1. armije s kojom uspješno zaustavlja austrougarsko napredovanje u Tirolskoj ofenzivi. Navedenu dužnost obnaša do svibnja 1917. kada je imenovan zapovjednikom 5. divizije koja je držala položaje na masivu Adamello. U međuvremenu je, u lipnju 1916., promaknut u čin general bojnika. Sredinom listopada 1917., neposredno pred početak Kobaridske ofenzive imenovan je zapovjednikom II. korpusa zamijenivši na tom mjestu Lucu Montuorija. U Kobaridskoj ofenzivi uspješno zapovijeda povlačenjem svojeg korpusa od Monte Santa do rijeke Piave.

U travnju 1918. s II. korpusom upućen je na Zapadno bojište u sklopu talijanske pomoći saveznicima koji su bili pritisnuti njemačkom Proljetnom ofenzivom. Albriccijev korpus je ušao u sastav francuske 5. armije, te je držao položaje u sektoru Bligny. U srpnju 1918. II. korpus je žestoko napadnut tijekom Druge bitke na Marni, ali je međutim, uspio uz teške gubitke zadržati položaje. Tog istog mjeseca unaprijeđen je u čin general poručnika. U kolovozu korpus je primio popunu, te je krajem mjeseca krenuo u ofenzivu u kojoj je Albricci zauzeo visoravan Chemin des Dames. Do kraja rata goneći Nijemce dostigao je rijeku Meuse. 

## Poslije rata
Nakon završetka rata Albricci do ožujka 1919. zapovijeda II. korpusom. U lipnju na sugestiju načelnika Glavnog stožera Armanda Diaza imenovan je ministrom rata u Vladi Francesca Nittija. Odmah nakon tog imenovanja, u srpnju 1919., imenovan je i senatorom. Kao ministar rata sudjeluje u izradi plana domobilizacije, te novog mirnodopskog ustroja talijanske vojske. Dužnost ministra rata obnaša do ožujka 1920., nakon čega obnaša dužnost zapovjednika korpusa smještenog u Napulju. Godine 1923. promaknut je u čin generala korpusa, a 1926. u čin generala armije. Godine 1932. premješten je u pričuvu. Preminuo je 2. travnja 1936. godine u 73. godini života u Rimu. Pokopan je u mauzoleju Faccanoni.